# 内郷丸遭難事件
内郷丸遭難事件（うちごうまるそうなんじけん）は、1954年（昭和29年）10月8日昼過ぎ、神奈川県津久井郡与瀬町（現在の相模原市緑区与瀬）にある相模湖で発生した水難事故である。
定員の4倍以上の客を乗せた遊覧船の内郷丸が運航中に浸水により沈没、中学生22人の死者が出た。

## 経過

### 乗船まで
麻布中学校 の二学期の遠足は、日帰りで10月8日、2年生の行き先は高尾山相模湖方面となった。生徒276人は、担任4人を含む教諭6人の付き添いで出発した。高尾山登山を終え、大垂水公園からバスで相模湖嵐山湖畔へ12時頃着き、白須茶店で昼食をとった。その後は徒歩でダムなどを見学する予定であったが、茶店の主人に遊覧船の乗船を勧められたため、急遽予定を変更し、希望者が各自船賃を支払った上、教諭の付き添いで遊覧船を利用することにした。
この時、乗船を希望した人数は教諭2人と生徒75人で、全員が一度に定員が乗客19人、船員2人の内郷丸に乗り込むことになった。船主の説明によれば、料金を受け取っているうちに生徒が我先にと船に乗り込んでしまい、そのまま出発してしまったという。
後日の横浜地方海難審判庁（当時）の調べで、人数の総重量は約3,660 kgに及んだことが分かっている。

### 事故発生
12時55分頃に乗船が終わった内郷丸は出航した。この時、船頭は客席を見て「かなり乗ったとは思うが平素と別に変ったことは感じないし心配ない」と判断し、そのまま出航した。しかし、定員を大幅に超過して乗船したために乾舷が下がって船尾のエンジン排気管が水に浸かり、後日の海難審判庁の調べでは、この時点で毎分23 kgの割合で浸水が始まり、船尾側へのトリムが暫時増えつつあったと推定している。岸にいた船主は出航直後にこれに気づいて沈没の危険を察知し、大声で内郷丸に岸へ戻るよう叫び続けたものの、船頭の耳には届かなかった。このため、船主は自転車で300 m先の内郷船着場から第三内郷丸（事故を起こした内郷丸とは別の遊覧船）に乗って内郷丸を追った。
出航した船は湖水の西岸に向かったが、3分程経つと船尾からの浸水が客席にも現れ始め、やがてそのままの姿勢ではいられなくなり、次第に騒然となった。そして出航して10分ほど経った13時5分、1000 m程度進んだ頃に船尾の船縁を乗り越えての激しい浸水が始まり、船体が船尾から沈没していった。沈没地点は神奈川県津久井郡日連村（現在の相模原市緑区）地内、岸から約100 m、水深約25 mの地点であった。
沈没とともに湖面に放りだされた生徒たちは、いったん沈んで再度浮かんできた内郷丸の屋根にしがみついたりしながら救助を待ち、駆け付けた第三内郷丸のほか、第一勝瀬丸などの遊覧船、モーターボートなど計5隻に救助された。
救助された生徒は与瀬の船着場から上陸し、付近の旅館「大正館」に収容され、乗船しなかった生徒を合流させ、点呼をとった結果、この時点で20人が行方不明であることが確認された。
その後、乗船しなかった生徒と救助された生徒219人は、バスで19時50分ごろ学校に到着して帰宅し、残っていた35人も21時頃に学校に到着した。しかし、22時頃になって2人の生徒が帰宅していないことが判明し、この生徒の遭難も確認され、最終的に遭難者は合計22人となった。

### 収容
翌9日は、早朝から警察消防に自衛隊も加わり、大勢の関係者が見ている中で捜索を開始、湖底から22の遺体が引き上げられた。

### 海難審判
横浜地方海難審判理事所は事件の発生の通告を受けると、直ちに係員3人を相模湖へ派遣した。翌日、現地に赴いた係員は、内郷丸の船体を実地検分するとともに、貸ボート業者や当時生徒を引率した教員、遊覧船を運行する会社の専務、事故を目撃した船舶の乗組員、遭難した中学生などに事情聴取を行い、10月25日、内郷丸船頭と船舶の所有者を指定海難関係人に指定した。
11月9日に第1回の審判が開廷された。傍聴席には死亡した生徒の家族をはじめ、報道関係者など多数の傍聴者で埋まり、異様な雰囲気に包まれていた。
その後、この審判は1955年2月5日の第5回の審判をもって結審となった。結審までの間、審判では15人の証人尋問を行うなど集中的に審理が行われ、3月4日、「本件遭難は、船舶所有者の業務上の過失と船頭の運航に関する職務上の過失とによって発生したものである。」を主文とし、本件事故に関し、船舶の所有者が法令に違反して大がかりな船舶の改造を行ったにもかかわらず届出しなかった上、さらに運行上においても内郷丸船頭が法令に違反して定員を超えて旅客を乗せた上に沈没の危険が切迫するまで気付かなかった責任を追及する内容の裁決が言い渡された他、2人の指定海難関係人に対して、関係法令および定員の順守を要求し、船舶の前方または後方に人員が偏ることの危険に係る指摘を主な内容とする勧告書が出され、第一審で確定した。

### 現在
株式会社相模湖ピクニックランドが運営する「さがみ湖ピクニックランド（現在の相模湖リゾート株式会社が運営するさがみ湖MORI MORI）」内に慰霊碑が設けられており、麻布学園の教職員が毎年献花しているとされている。

## 遭難した船
内郷丸は、1947年（昭和22年）の春に渡船および遊覧に使用する目的で建造された全長11.58 m、幅2.04 mのオール4本で推進する木造船舶で、1951年（昭和26年）に原動機を取り付け、1954年（昭和29年）に受検した小型船舶安全規則による検査において復元力を基にした計算で最大人員を旅客19人、船員2人の合計21人と定めていた。
受検の直後に今回の事件を起した船主に所有権が移り、船首に甲板、船尾に展望台などを増設するとともに客席などにベニヤ板を打ち付ける等の船舶の主要部分に手を入れる大がかりな改造を行ったにもかかわらず、届け出することなく運航していた。